# Mathias Sundin
Ej att förväxla med hockeyspelaren Mats Sundin
Mathias Jan Sundin, född 31 mars 1978 i Svennevads församling i Örebro län, är en svensk politiker (liberal), tidigare lärarstudent och egenföretagare. Han var ordinarie riksdagsledamot 2014–2018 (dessförinnan även tjänstgörande ersättare 2012), invald för Östergötlands läns valkrets. Åren 2006–2014 var han oppositionsråd i Norrköpings kommun.[källa behövs]
I dag leder han stiftelsen Warp Institute.

## Biografi
Sundin blev medlem i Liberalerna och Liberala ungdomsförbundet hösten 2003, ordförande för LUF Norrköping våren 2004, ordförande för Liberalerna i Norrköping våren 2005 och oppositionsråd för Liberalerna i Norrköping i januari 2006.[källa behövs]

### Riksdagsledamot
Sundin kandiderade i riksdagsvalet 2010 och blev ersättare. Han var tjänstgörande ersättare för Karin Granbom Ellison under perioden 1 maj–31 december 2012. Sundin var ordinarie riksdagsledamot mandatperioden 2014–2018.
I riksdagen var Sundin ledamot i konstitutionsutskottet 2014–2016 och skatteutskottet 2016–2018. Han var även suppleant i finansutskottet, justitieutskottet, näringsutskottet, skatteutskottet, trafikutskottet och utrikesutskottet, samt extra suppleant i konstitutionsutskottet, utbildningsutskottet och utrikesutskottet.